# Entre Ríos (Cochabamba)
Entre Ríos es una pequeña localidad y municipio de Bolivia, ubicado en la provincia de Carrasco del departamento de Cochabamba, distante 265 km al este de la ciudad de Cochabamba a la orilla izquierda del río Ichoa, afluente del río Ichilo.
El municipio fue creado por Ley N° 2126 del 25 de septiembre del 2000 durante el gobierno de Hugo Banzer Suárez, separándose del municipio de Pojo.

## Demografía
De acuerdo con el censo boliviano de 2024, la población del municipio de Entre Ríos es de 45 520 habitantes.
La población del municipio de Entre Ríos ha aumentado significativamente en las últimas dos décadas:
| Año  | Habitantes (municipio) | Habitantes (localidad) | Fuente     |
| ---- | ---------------------- | ---------------------- | ---------- |
| 1992 | -                      | 1 952                  | Censo 1992 |
| 2001 | 22 187                 | 3 796                  | Censo 2001 |
| 2012 | 31 307                 | 7 347                  | Censo 2012 |
| 2024 | 45.520                 |                        | Censo 2024 |

## Economía
En el municipio de Entre Ríos, específicamente cerca de la localidad de Bulo Bulo, se encuentra la planta de amoniaco y urea, perteneciente a la empresa estatal YPFB. Esta planta fue inaugurada en 2017 con una inversión de 953 millones de dólares y una capacidad instalada de 2.100 toneladas métricas por día (TMD) de urea. Sin embargo, actualmente la planta funciona a un promedio del 8% de su capacidad, debido a problemas que surgen por la falta de mercado.

## Transporte
Entre Ríos se ubica a 265 kilómetros por carretera al este de Cochabamba, la capital del departamento.
La carretera nacional Ruta 4, de 1.657 kilómetros de longitud, atraviesa Entre Ríos y recorre todo el país desde Tambo Quemado, en la frontera con Chile en el oeste, hasta Puerto Suárez, en la frontera con Brasil. Desde Cochabamba se puede llegar a Entre Ríos vía Villa Tunari, Chimoré e Ivirgarzama. Luego la carretera continúa hacia Warnes y Santa Cruz de la Sierra.